# Hermann Fischer (Botaniker, 1884)
Hermann Fischer (* 14. Juni 1884 in Würzburg; † 17. Januar 1936 in München) war ein deutscher Botaniker, Geologe und Wissenschaftshistoriker.

## Leben
Fischer studierte in Würzburg und München. Während seines Studiums wurde er Mitglied des Akademischen Gesangvereins Würzburg im Sondershäuser Verband. Er war ab 1908 Assistent an der Landwirtschaftlichen Versuchsstation in Würzburg, 1911 in Königsberg am Landwirtschaftlichen Institut der Universität und ab 1912 an der Biologischen Versuchsstation (Hofer-Institut) in München und Wielenbach (Bayerische Teichwirtschaftliche Versuchsstation). 1915 habilitierte er sich an der TH München, war im Ersten Weltkrieg Wehrgeologe und ab 1919 Studienprofessor an der Rupprecht-Oberrealschule in München. 1931 wurde er außerordentlicher Professor für angewandte Pflanzenphysiologie an der TH München.
Er veröffentlichte 1929 ein Buch über die Geschichte der Botanik im Mittelalter und wollte bei seinem Tod die Botanikgeschichte von Ernst Meyer über das Mittelalter hinaus fortsetzen. Sein Synonymenschlüssel zu Pflanzennamen in Mittelalterliche Pflanzenkunde war Vorbild für spätere Synonymenschlüssel für (Arznei-)Drogennamen.
Für botanische und geologische Studienreisen bereiste er – häufig mit seiner Frau – den Mittelmeerraum (einschließlich Tunis, Palästina, Syrien), Norwegen und Spitzbergen sowie die Alpen. Sein Hauptinteresse galt Orchideen. Er veröffentlichte außerdem über Pflanzengeographie, Wasserhygiene und Aquakultur (Teichdüngung), Stickstoffbakterien, Biologie von Blüten, Algen, Geologie und Petrographie.
Er gehörte im August 1912 zu den 34 Gründungsmitgliedern der Paläontologischen Gesellschaft.

## Schriften (Auswahl)
- Über ein Vorkommen von Jugendformen des Ceratites compressus (Sandb.) E. Phil. bei Würzburg. In: Geognostische Jahreshefte, 19. Jahrgang für 1906, 187–189, 1908
- Vitus Auslasser, der erste bayrische Botaniker und die Beziehungen seines Herbarius von 1479 zu den Anfängen der bayrischen Botanik. In: Berichte der Bayrischen Botanischen Gesellschaft zur Erforschung der heimischen Flora. Bd. 18, München 1923, H. 1, S. 1–31 (Digitalisat pdf)
- Mittelhochdeutsche Receptare aus bayerischen Klöstern und ihre Heilpflanzen. In: Mitteilungen der Bayerischen botanischen Gesellschaft zur Erforschung der heimischen Flora. IV, 6, 1926, S. 69–75; auch in: Gerhard Baader, Gundolf Keil (Hrsg.): Medizin im mittelalterlichen Abendland. Darmstadt 1982 (= Wege der Forschung. Band 363), S. 83–94.
- Die heilige Hildegard von Bingen. Die erste deutsche Naturforscherin und Ärztin. Ihr Leben und Werk. Verlag der Münchner Drucke, München 1927 (= Münchener Beiträge zur Geschichte und Literatur der Naturwissenschaften und Medizin. Band 7/8).
- Mittelalterliche Pflanzenkunde. Verlag der Münchner Drucke, München 1929 (= Geschichte der Wissenschaften. Geschichte der Botanik. Band 2); Neudruck (mit einem Vorwort von Johannes Steudel) Hildesheim 1967.
- mit Erich Nelson: Die Orchideen Deutschlands und der angrenzender Länder. München 1931.